# Армагедон
Вижте пояснителната страница за други значения на Армагедон.
Армагедон (на гръцки: αρμαγεδδων) според Библията е последната битка между Господ и Сатаната. На земята Сатаната ще бъде познат като „Звяра“ или „Антихриста“, за когото се споменава в Откровение на Йоан, където са описани и въпросните събития. Освен с библейското си значение, думата армагедон днес обозначава и апокалиптична катастрофа, която би довела до края на света. Названието произлиза от иврит – הר מגידו (Хар Мегидо), което означава „хълмът Мегидо“.
Това е мястото, където според Библията се събират армиите за битка в края на времената, и е интерпретирано като буквално, но и символично място.
Думата „Армагедон“ се появява само на едно място в гръцкия Нов Завет. Думата може да идва от иврит har məgiddô (הר מגידו), означаващо „Планината Мегидо“. В действителност Мегидо е по-скоро хълм, създаден от много генерации от живущи на мястото, които строят на същото положение, там са били строени древни крепости, които да охраняват Виа Марис, древен търговски път, свързващ Египет със Сирия, Анатолия и Месопотамия. Мегидо е мястото на различни битки от древността, включително през 15 век. Днешния Мегидо е град на приблизително 40 км на югозапад от Галилейско море.
Според някои вярвяния Армагедон е денят когато земята и всички живи същества ще изчезнат.
В много други религии съществуват вярвания за подобни не случили се битки в невъобразим мащаб, например Рагнарьок в Скандинавската митология.
Събития, които са описани:
1. (Южния и Северния цар) „И южният цар ще се разсвирепее, и като излезе ще се бие с него – със северния цар, който ще опълчи едно голямо множество; и множеството ще се предаде в неговата ръка.“ (Даниел 11:11)
2. Изпитания „Дори някои от разумните ще паднат, за да бъдат опитани, та да се очистят и да се избелят, до края на времето; защото и то ще стане в определеното време.“ (Даниел 11:35)
3. Северният цар се възгордява и възвеличава над боговете „И царят ще действа според волята си, ще се надигне и ще се възвеличи над всякакъв бог, и ще говори чудесно надменно против Бога на боговете; и ще благоденства, додето се изчерпи негодуванието; защото определеното ще се изпълни.“ (11:36) „И няма да зачита боговете на бащите си, нито обичната на жените богиня, нито ще зачита никакъв бог; защото ще направи себе си на по-велик от всички тях.“ (11:37)
4. Северният цар събира Северна Конфедерация от няколко народа
5. Армагедон – Лоялните на антихриста армии се събират за да нападнат Израел
6. Тогава ще дойде Господ, който ще воюва с тези нации (Захария 14:3 – 4)
7. Страшен съд, антихриста е победен и хвърлен в огненото езеро.

В Откровение пише „След това видях небето отворено и ето, бял кон, и Онзи, Който яздеше на него, се наричаше Верен и Истинен и съди и воюва с правда.“ (Откровение 19:11)
Небесните армии:
Защото, ето, Господ ще дойде с огън,

И колесниците Му ще бъдат като вихрушка,

За да излее гнева Си с ярост,

И изобличението Си с огнени пламъци,

16. Защото с огън и с ножа Си

Ще се съди Господ с всяка твар;

И убитите от Господа ще бъдат много. (Исая 66:15)